# 10138 Ohtanihiroshi
10138 Ohtanihiroshi eller 1993 SS1 är en asteroid i huvudbältet som upptäcktes den 16 september 1993 av de båda japanska astronomerna Kazuro Watanabe och Kin Endate vid Kitami-observatoriet. Den är uppkallad efter Hiroshi Ohtani.
Den tillhör asteroidgruppen Astraea.